# Distremocephalus barrerai
Distremocephalus barrerai är en skalbaggsart som beskrevs av Juan A. Zaragoza 1986. Distremocephalus barrerai ingår i släktet Distremocephalus och familjen Phengodidae. Inga underarter finns listade i Catalogue of Life.